# Ulrich Matthes
Ulrich Matthes (Berlim, 9 de maio de 1959) é um ator alemão. Uma de suas atuações mais marcantes, foi no papel de Joseph Goebbels, Ministro do Povo e da Propaganda de Adolf Hitler, no filme Der Untergang, "A Queda" no Brasil.